# Ancien i el món màgic
Ancien i el món màgic (ひるね姫 〜知らないワタシの物語〜, Hirune Hime: Shiranai Watashi no Monogatari) és una pel·lícula japonesa d'animació de fantasia i aventures dirigida per Kenji Kamiyama. Es va estrenar al Japó el 18 de març del 2017. Ha estat doblada al català.

## Argument
La Kokone és una jove estudiant que, a més d'ajudar el seu pare vidu amb les feines de casa, ha d'esforçar-se per mantenir-se desperta cada dia a classe. En el món dels seus somnis es converteix en la jove princesa Ancien del regne màgic de Corònia. La línia que separa els somnis de la realitat començarà a difuminar-se quan el seu pare és detingut per la policia i uns homes misteriosos venen a segrestar-la. La Kokone iniciarà una aventura en què descobrirà el passat de la seva família.

## Doblatge
| Kokone Morikawa/Ancien   | Mitsuki Takahata      | Lourdes Fabrés        |
| Morio                    | Shinnosuke Mitsushima | Roger Isasi-Isasmendi |
| Ichiro Watanabe/Bewan    | Arata Furuta          | Santi Lorenz          |
| Momotarō Morikawa/Peach  | Yōsuke Eguchi         | José Posada           |
| Isshin Shijima/Rei       | Hideki Takahashi      | José Antequera        |
| Joy                      | Rie Kugimiya          | Carmen Ambrós         |
| Kijita                   | Tomoya Maeno          | Miquel Bonet          |
| Sr. Sawatari             | Wataru Takagi         | Xavier Cassan         |
| Font: Anime News Network |                       |                       |